# Margao
Margao – miasto w Indiach, w stanie Goa. W 2011 roku liczyło 106 484 mieszkańców.